# Åke Gustafsson
För politikern, se Åke Gustavsson (1943–2016)
Carl Åke Torsten Gustafsson, född 8 april 1908 i Stockholm, död 14 november 1988 i Lund, var en svensk botaniker.
Gustafsson disputerade 1935 vid Lunds universitet med en doktorsavhandling om partenogenes. Han var professor vid Statens Skogsforskningsinstitut 1947–1968, och därefter professor i genetik vid Lunds universitet från 1968.
Gustafsson var i svensk debatt verksam som stark kritiker av lysenkoismen. I början av 1960-talet var han den främsta försvararen av klassisk biologisk systematik när ett förslag framlades om att skapa de första svenska professurerna med molekylärbiologisk inriktning, till dels på bekostnad av forskningen vid Naturhistoriska Riksmuseet och dess professurer. Den främste förespråkaren för inriktningen på modern biologi, starkt kritiserad av Gustafsson, var Arne Tiselius.
Gustafsson invaldes 1949 som ledamot av Kungliga Lantbruksakademien, blev 1951 ledamot av Fysiografiska sällskapet i Lund och 1966 av Kungliga Vetenskapsakademien.
Han verkade också som poet och essäist. Åke Gustafsson är begravd på Norra kyrkogården i Lund.
Auktorsnamnet Å.Gust. kan användas för Åke Gustafsson i samband med ett vetenskapligt namn inom botaniken; se Wikipediaartiklar som länkar till auktorsnamnet.